# Iguanodectes
Genre
Le genre Iguanodectes regroupe plusieurs espèces de poissons américains de la famille des Iguanodectidae.

## Liste des espèces
Selon FishBase (25 juin 2015):
- Iguanodectes adujai Géry, 1970
- Iguanodectes geisleri Géry, 1970
- Iguanodectes gracilis Géry, 1993
- Iguanodectes polylepis Géry, 1993
- Iguanodectes purusii (Steindachner, 1908)
- Iguanodectes rachovii Regan, 1912
- Iguanodectes spilurus (Günther, 1864)
- Iguanodectes variatus Géry, 1993

## Galerie

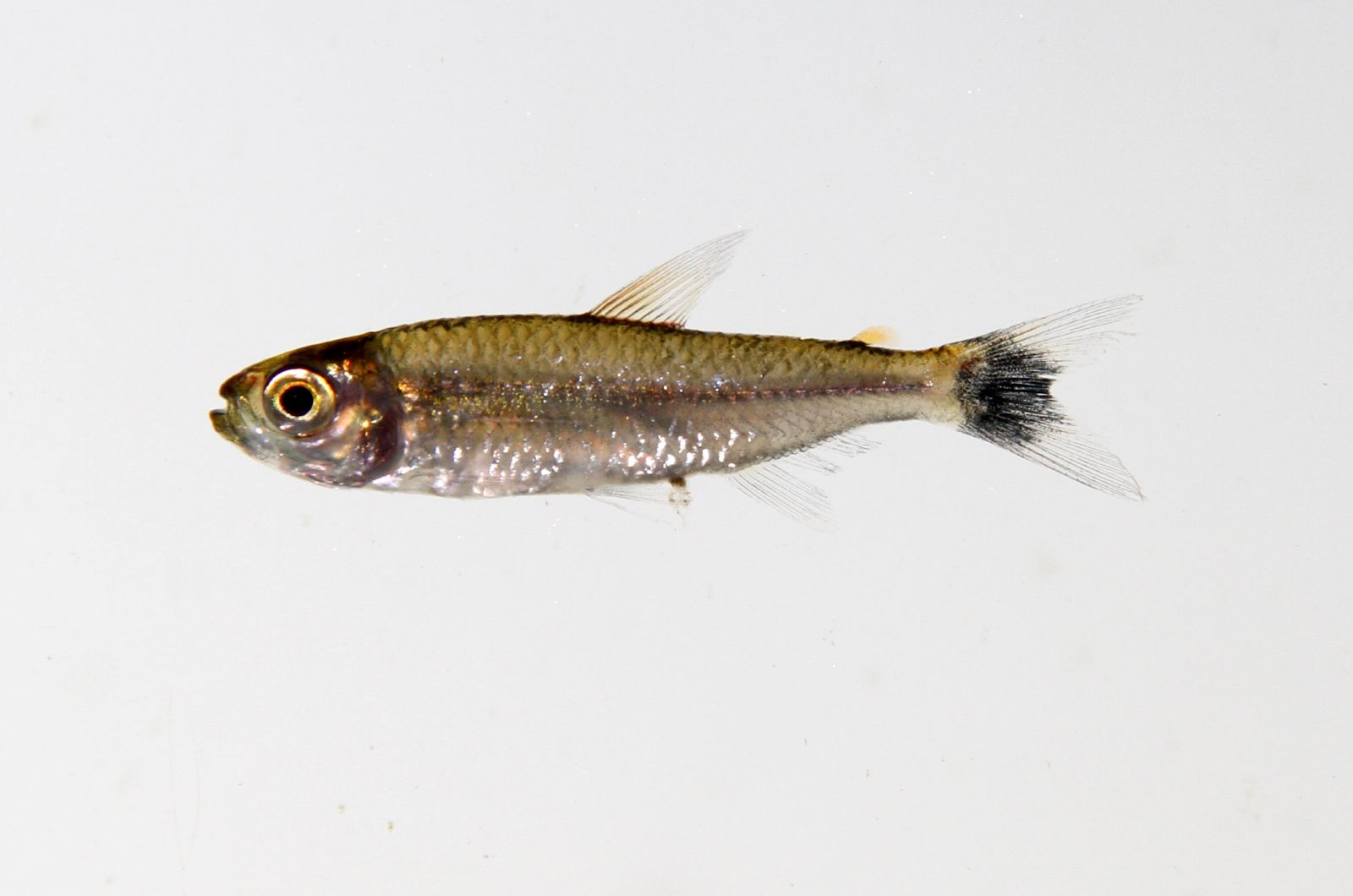
Iguanodectes sp
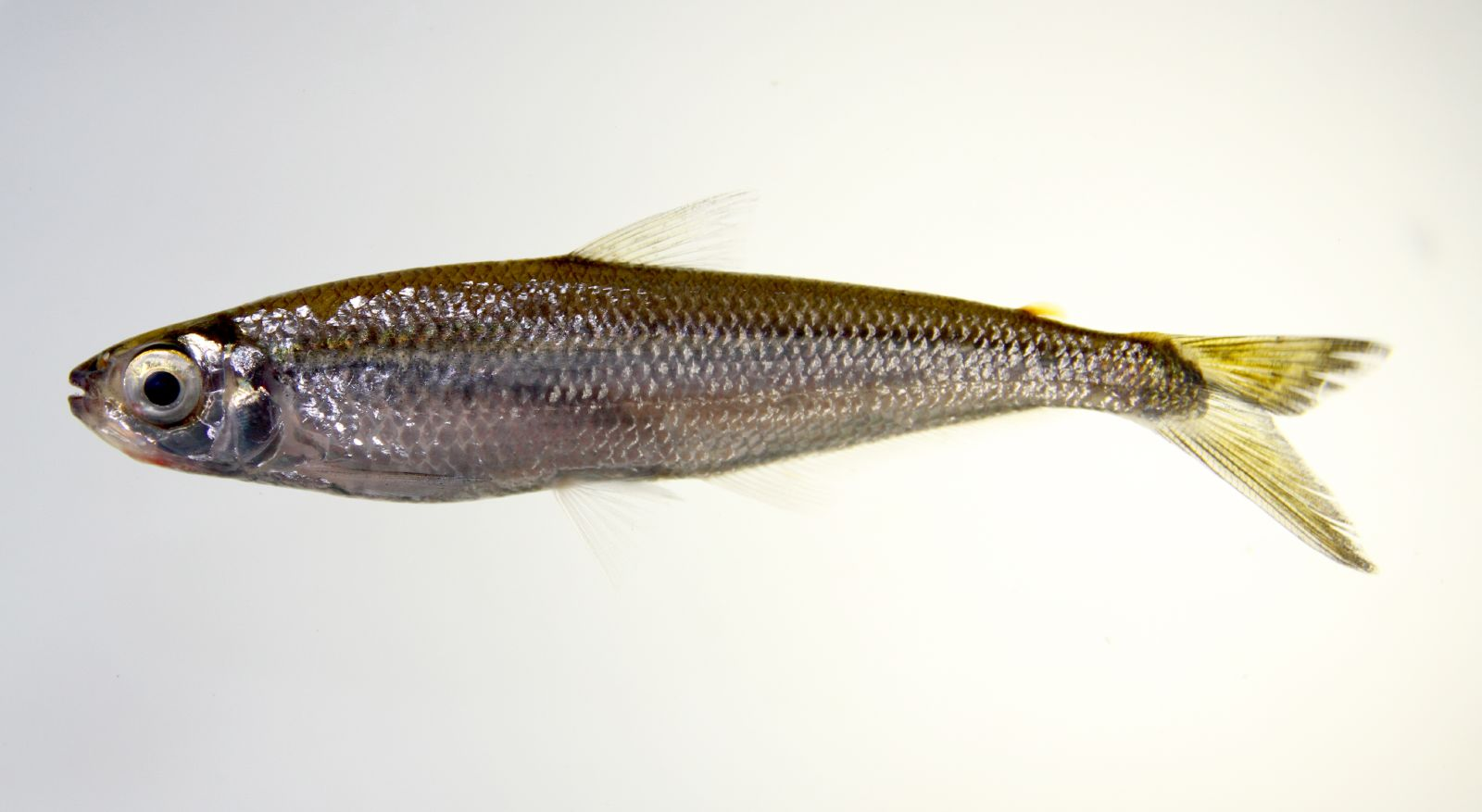
Iguanodectes sp.